# Ameloblasto
Gli ameloblasti sono cellule altamente specializzate, di origine ectodermica, che si differenziano su stimolo degli odontoblasti, per assumere forma e funzioni indispensabili per la produzione dello smalto. Lo smalto del dente è l’unica parte del dente che non deriva dal mesenchima, infatti non è formato da tessuto osseo ma è una sostanza di origine epiteliale. È elaborato durante lo sviluppo del dente da cellule ectodermiche chiamate ameloblasti, che successivamente si atrofizzano e scompaiono.